# Odontocera triplaris
Odontocera triplaris là một loài bọ cánh cứng trong họ Cerambycidae.